# Переснянское сельское поселение
Переснянское сельское поселение — упразднённое муниципальное образование в составе Починковского района Смоленской области России.
Административный центр — деревня Пересна.
Образовано Законом Смоленской области от 28 декабря 2004 года. Упразднено Законом Смоленской области от 20 декабря 2018 года с включением к 1 января 2019 года всех входивших в его состав населённых пунктов в Мурыгинское сельское поселение.

## Географические данные
- Общая площадь: 107,92 км²
- Расположение: северная часть Починковского района
- Граничило:
  - на северо-востоке и востоке — с Ленинским сельским поселением
  - на юге — с Прудковским сельским поселением
  - на западе — с Мурыгинским сельским поселением
  - на северо-западе — с Лосненским сельским поселением
- По территории поселения проходит автодорога Мурыгино — Денисово.
- По территории поселения проходит железная дорога Смоленск-Рославль, имеются станции: Грудинино, Пересна.
- Крупное озеро: Лаговское.

## Население
| 2007  | 2011  | 2012  | 2013  | 2014  | 2015  | 2016  |
| ----- | ----- | ----- | ----- | ----- | ----- | ----- |
| 1778  | ↘1515 | ↘1488 | ↘1471 | ↘1411 | ↘1401 | ↗1444 |
| 2017  | 2018  | 2019  |       |       |       |       |
| ↗1452 | ↘1420 | ↘1384 |       |       |       |       |

## Населённые пункты
В состав поселения входили следующие населённые пункты:
- Пересна, деревня
- Буловица, деревня
- Грудинино, деревня
- Денисово, деревня
- Зяхино, деревня
- Лобково, деревня
- Мастерские, деревня
- Поляны, деревня
- Холм, деревня
- Чучелово, деревня

## Экономика
Сельхозпредприятия, добыча торфа.